# Fontana del Sarcofago
Fontana del Sarcofago, även benämnd Fontana del Colosseo, är en fontän vid Colosseum vid Piazza del Colosseo i Rione Monti i Rom. Fontänen, som är belägen i en rundbågenisch vid tunnelbanestationen Colosseo, består av en romersk sarkofag och ett lejonhuvud, vars gap sprutar vatten. Fontänen förses med vatten från Acqua Felice.

## Beskrivning
Sarkofagens relief visar två bevingade putti som håller i en medaljong, vilken framställer en man iförd toga. Nedanför medaljongen ses ynglingar, flickor, putti och små djur. Ovanför sarkofagen sprutar vattnet ur gapet på ett lejonhuvud.